# Соловйов Герман Ігорович
Ге́рман І́горович Соловйо́в (1994—2019) — солдат Збройних сил України, учасник російсько-української війни.

## Життєпис
Народився 1994 року в місті Кам'янське (Дніпропетровська область); мешкав у місті Дніпро.
З вересня 2018 року — в лавах ЗС України. Був високого зросту — через що мав позивний «Маяк». Солдат, механік-водій БМП механізованого відділення 93-ї бригади. Виконував завдання поблизу смт Верхньоторецьке Ясинуватського району.
22 грудня 2019-го загинув у передобідню пору від кульових поранень у груди та потилицю під час перестрілки з проросійськими бойовиками на позиції поблизу села Кримське. Останні вели обстріл з гранатометів, великокаліберних кулеметів та іншої стрілецької зброї.
26 грудня 2019 року похований у Кам'янському, на Алеї Слави військового цвинтаря Соцміста.
Без Германа лишилися батьки.

## Нагороди та вшанування
- Указом Президента України № 50/2020 від 11 лютого 2020 року за «особисту мужність і самовіддані дії, виявлені у захисті державного суверенітету та територіальної цілісності України» нагороджений орденом «За мужність» III ступеня (посмертно)[3]
- Вшановується в меморіальному комплексі «Зала пам'яті», в щоденному ранковому церемоніалі 22 грудня[4][5].